# Andrzej Dowmunt
Andrzej Dowmunt – polski przedsiębiorca, postać fikcyjna z pierwszej powieści Tadeusza Dołęgi-Mostowicza Ostatnia brygada z 1930 roku oraz jej adaptacji filmowej z 1938 roku.

## Życiorys
Andrzej Dowmunt, który zdobył duży majątek w Afryce, powraca do kraju, by swój kapitał zainwestować w ojczyźnie. Ku swemu zaskoczeniu spostrzega, że polskie elity nie dbają o los odrodzonego państwa i jego gospodarki, a jedynie o swój prywatny interes. Mimo oporów Andrzej stopniowo staje się częścią zepsutych elit i prowadzi puste życie. Jako człowiek zamożny i przystojny, ma duże powodzenie u kobiet. Styka się z powszechnym zepsuciem moralnym. Wikła się w niefortunny romans z Leną, zmysłową żoną bogatego bankiera, która okazuje się agentką sowieckiego wywiadu, a także z nastoletnią Ireną, zdemoralizowaną córką arystokratów. Po burzliwej rozmowie z przyjacielem z czasów studenckich, posłem Michałem Żegotą, miotany wyrzutami sumienia, postanawia uporządkować życie i wykorzystać swój majątek dla dobra gospodarki. Żeni się z młodą Martą Rzecką i otwiera przedsiębiorstwo „Adrol“. Szczęście rodzinne i powodzenie w interesach zakłóca jednak wieść o śmiertelnej chorobie Michała. Odwiedzając przyjaciela Andrzej spotyka Ewę, swoją pierwszą studencką miłość.

## W adaptacji
W rolę Andrzeja Dowmunta wcielił się Zbigniew Sawan w ekranizacji z 1938 roku.